# 星光一
星 光一（ほし こういち、1907年（明治40年）9月11日 - 1991年（平成3年）4月13日）は、日本の工学者。切削工学を専門とした北海道大学教授、同名誉教授である。旭川工業高等専門学校校長、精密工学会名誉会員。「金属切削における構成刃先の研究」で東京大学工学博士。

## 生涯
経歴
福島県会津若松市出身。会津中学などを経て1933年（昭和8年）に北海道帝国大学を卒業。基隆炭鉱、栗本鉄工所、新潟鐵工所に勤務する。北大に精密工学科が設置された1958年（昭和33年）に教授となり、1972年（昭和47年）には名誉教授の称号を授与される。この間の1970年（昭和45年）に旭川工業高等専門学校校長に就任。1979年（昭和54年）の退官までに、同校では設備の充実が図られた。学外では1960年（昭和35年）以来精密工学会の役職に就き、評議員、理事を経て昭和45年度の副会長などを歴任した。1977年、勲三等旭日中綬章を受章。
著書
- 『切削技術』山海堂出版部、1943年
- 『金属切削 構成刃先について』丸善、1960年

研究
- 三宮泰治, 星光一「高速平削盤の切削試験に就て」『日本機械学會論文集』第5巻第18号、日本機械学会、1939年、216-221頁、doi:10.1299/kikai1938.5.216、ISSN 0029-0270、NAID 110002348991。
- 嘉数侑昇, 沖野教郎, 星光一「ペナルティ曲面による工具通路の自動決定法:基礎理論と2次元凸形状問題」『精密機械』第38巻第448号、精密工学会、1972年、436-442頁、doi:10.2493/jjspe1933.38.436、ISSN 0374-3543、NAID 130003783960。
- 岸浪建史, 秋山俊彦, 星光一「二次元切削におけるせん断角拘束の効果:せん断角抱束切削に関する基礎的研究(第1報)」『精密機械』第37巻第441号、精密工学会、1971年、701-707頁、doi:10.2493/jjspe1933.37.701、ISSN 0374-3543、NAID 130003960668。
- 「特殊匁刃の応用」『マシナリー』（掲載巻19、掲載号10）
- 星光一, 小林雅晴「加工変質層の微視的観察」『旭川工業高等専門学校研究報文』第10号、旭川工業高等専門学校、1973年3月、29-39頁、ISSN 03899306、NAID 110000102873。
- 小林雅晴, 星光一「けい素鉄単結晶の切削現象--走査電子顕微鏡による観察」『旭川工業高等専門学校研究報文』第16号、旭川工業高等専門学校、1979年3月、53-62頁、ISSN 03899306、NAID 110000102975。
- 星光一, 秋山俊彦「ロ-タ・ミラ-切削に関する基礎的研究」『旭川工業高等専門学校研究報文』第16号、旭川工業高等専門学校、1979年3月、1-15頁、ISSN 03899306、NAID 110000102971。
- 「切りくず処理に関する研究」[7]
- 「特殊構成刃先の強制附与にする工具の切削性能改良に関する研究」[7]
- 横内弘宇, 星光一「スナッギング研削の幾何学的解析（第1報）」『北海道大学工学部研究報告』第52号、北海道大学、1969年3月、19-30頁、ISSN 0385602X、NAID 120001757758。
- 五十嵐悟, 斎藤勝政, 星光一「弾性砥石による表面仕上げに関する研究（第3報） : 試作引っかき動力計について」『北海道大学工学部研究報告』第52号、北海道大学、1969年3月、1-18頁、ISSN 0385602X、NAID 120001757766。
- 臼井英治, 星光一「接触面積拘束工具の切削性の研究 (第4報):通常構成刃先と拘束工具の構成刃先について」『精密機械』第30巻第350号、精密工学会、1964年、273-284頁、doi:10.2493/jjspe1933.30.273、ISSN 0374-3543、NAID 130003960157。
- 菊地千之, 臼井英治, 星光一「接触面積拘束工具の切削性の研究 (第5報):各種拘束工具の切削抵抗と切りくず形態」『精密機械』第30巻第351号、精密工学会、1964年、316-324頁、doi:10.2493/jjspe1933.30.316、ISSN 0374-3543、NAID 130003783591。
- 星光一, 臼井英治「接触面積拘束工具の切削性の研究 (第6報):炭素鋼の連続切削における摩耗特性と工具寿命」『精密機械』第34巻第397号、精密工学会、1968年、113-120頁、doi:10.2493/jjspe1933.34.113、ISSN 0374-3543、NAID 130003783767。